# グリーンタフ
グリーンタフ（英語: green tuff）とは、凝灰岩のうち、緑色系統の色調を呈する物のことを指す。片仮名表記では表記揺れで、グリンタフと書かれる場合もある。また、緑色凝灰岩（りょくしょくぎょうかいがん）と呼称される場合もある。

## 概要
グリーンタフのグリーンは緑色を指し、タフとは火山灰が固まってできる凝灰岩を指す。造山運動による変質作用によって生成された緑色を示す変成鉱物である。
ただし、一口に緑色とは言っても、緑色や緑白色や淡緑色など、産出場所によって、その色調には差も見られる。グリーンタフが緑色を呈する理由は、岩石に含まれる輝石・角閃石などの造岩鉱物が、熱水の影響による変質により粘土鉱物の1種の緑泥石に変化したためである。
代表的な石材としては、次のような物がある。
- 大谷石[1]
- 秋田県大館市で採掘されてきた十和田石
- 伊豆で採掘されてきた伊豆石（伊豆青石・伊豆若草石）
- 福井県で採掘されていた笏谷石、滝ケ原石[2]

## 造山運動と分布
太平洋周辺などでは主に約2600万年前から約500万年前にかけて、グリーンタフ造山運動と呼ばれる造山運動が起きた。このグリーンタフ造山運動は欧米などで一般的に知られていた造山運動とは異なる点（変動の期間や地層の厚さなど）があるため、グリーンタフ変動と呼ばれる場合もある。
グリーンタフは日本列島以外に、アジア東部の大陸地殻の部分にも存在する。
グリーンタフ造山運動のエネルギーは約500万年前には、ほぼ尽きたとされているが、日本の秋田県や新潟県など、その名残と考えられる活動が存在する地域もある。

## 土砂災害との関係
グリーンタフの固結の程度は地域により差異が見られる。固結の程度が極めて弱い物から、ガラス質の物まで産出し、前者については新潟県や山形県のグリーンタフが産出する地域において多く見られる。固結の程度が弱い地中のグリーンタフは、しばしば地滑りの滑り面となり、土砂災害の原因となる。